# メエ・マーシュ
メエ・マーシュ（Mae Marsh、1894年11月9日 - 1968年2月13日）はアメリカ合衆国の女優。主にサイレント映画で活躍し、特にD・W・グリフィス監督の代表作『國民の創生』（1915年）や『イントレランス』（1916年）に出演したことで知られる。映画業界がサイレントからトーキーに移って以降も女優として活動を続け、そのキャリアは50年以上に渡った。

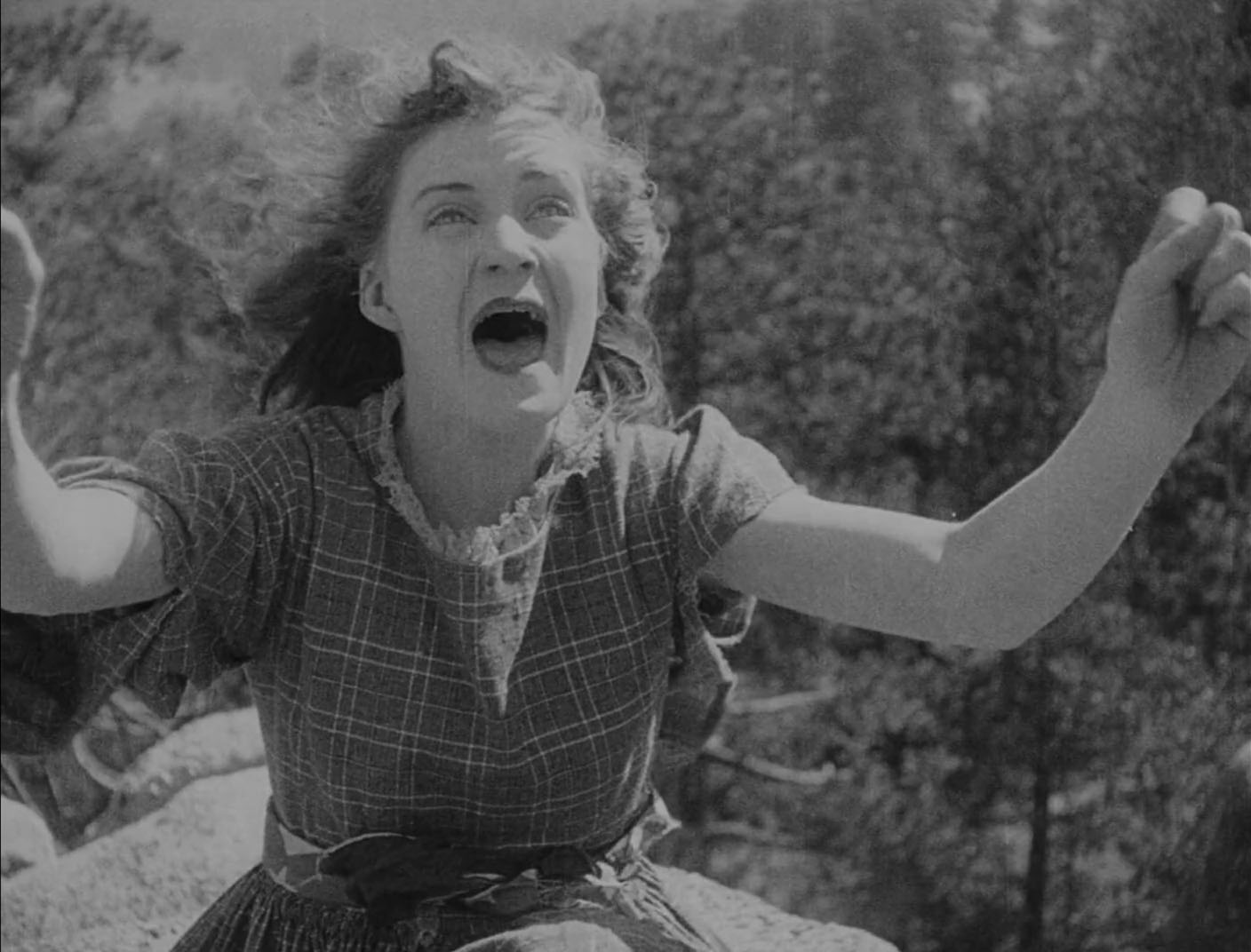
『國民の創生』（1915年）では、黒人奴隷にレイプされかけて投身自殺する女性フローラ・キャメロンを演じている。

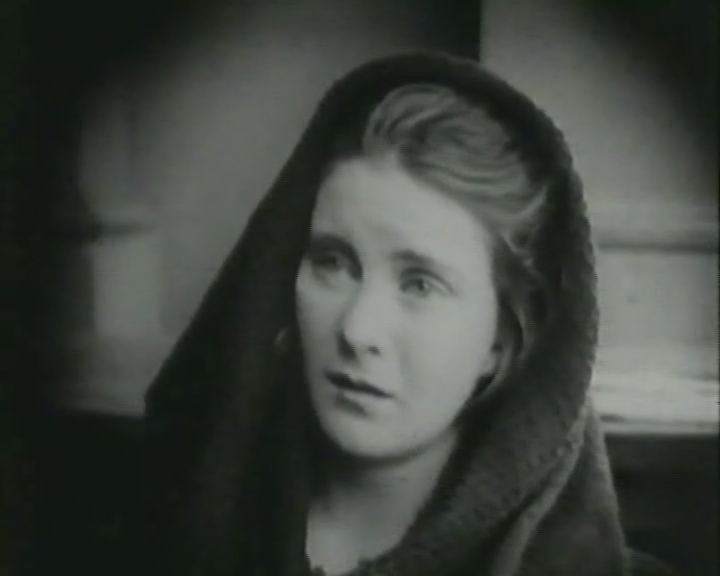
『イントレランス』（1916年）より。

## 略歴
彼女の生い立ちについては映画会社が宣伝目的で「創作」したものがある。
1894年にニューメキシコ州マドリッドで生まれる。父親がサンタフェ鉄道の監査役だったことから、当時は家族で各地を転々とする生活を送る。その父を4歳で亡くし、家族でサンフランシスコに移る。しかし、母の再婚相手である継父を1906年のサンフランシスコ地震で亡くし、大叔母（または大伯母）に引き取られてロサンゼルスに移ったとされている。その一方で、1910年の時点で継父であるウィリアム・ホールは生きており、両親と姉兄妹の家族全員でロサンゼルスで暮らしていたとの記録が残っている。また、実父S・C・マーシュは1900年6月の時点で生きており、鉄道会社の監査役ではなく、バーテンダーだったとの記録もある。
かつてニューヨークでコーラスガールをしていたことのある大叔母（または大伯母）がエキストラの仕事を求めて様々な映画撮影所にマーシュを連れて行くようになったある日、体調を崩した姉の代役でエキストラの仕事をしていたマーシュのスクリーン映えする容姿が認められ、マック・セネット監督やD・W・グリフィス監督と仕事をするようになる。1912年にグリフィス監督の『Man's Genesis』で初主演し、1913年には大スター、メアリー・ピックフォードの後継者として育てられるようになる。グリフィス監督の大作映画『國民の創生』（1915年）と『イントレランス』（1916年）に出演した後、サミュエル・ゴールドウィンと週給2500ドルで契約するもののヒットに恵まれず、1918年の結婚を機に半ば引退状態となり、映画の出演本数はわずかとなる。ところが1929年の世界恐慌で破産すると、スクリーンに本格復帰し、トーキー作品に出演するようになる。特にジョン・フォード監督作品に多く出演している。しかし経済状態が改善すると、その後の映画出演は散発的になり、クレジットのない端役ばかりで女優業はほぼ「暇つぶし」程度となる。この点について1960年代に尋ねられた彼女は「毎朝5時に起きて7時までに撮影所に行くなんて生活をしたいと思わなかっただけ（I didn't care to get up every morning at five o'clock to be at the studio by seven.）」と答えている。
1968年にカリフォルニア州ハモサビーチで心臓麻痺により死去。
ハリウッド・ウォーク・オブ・フェームに映画部門で星を持っている。

### 私生活
1918年にサミュエル・ゴールドウィンの宣伝係だったルイス・リー・アームズと結婚し、3子をもうける。
姉兄妹が映画業界にかかわっている。
- 姉：マーゲリット・マーシュ（1888年 - 1925年、女優）
- 兄：オリヴァー・T・マーシュ（英語版）（1892年 - 1941年、撮影技師）
- 妹：フランシス・マーシュ（英語版）（1897年 - 1958年、編集技師）
- 妹：ミルドレッド・マーシュ（1898年 - 1975年、女優）[3]

なお、甥にミュージシャンのウォーン・マーシュがいる。
1918年の春、当時18歳だった作家アーネスト・ヘミングウェイは友人と家族に宛てた手紙の中でパーティで知り合ったメエ・マーシュと婚約したと記しており、その後しばらくしてマーシュによって婚約が破棄されたと述べている。当時のヘミングウェイはニューヨーク在住で、赤十字の救急車の運転手として第一次世界大戦中のイタリアに向かう準備中であった。しかし、1966年にマーシュはヘミングウェイを知っていればよかったのにと述べている。

## 主な出演作品
- 『國民の創生』 - The Birth of a Nation (1915年)
- 『イントレランス』 - Intolerance (1916年)
- 『怒りの葡萄』 - The Grapes of Wrath (1940年)
- 『わが谷は緑なりき』 - How Green Was My Valley (1941年)
- 『ジェーン・エア』 - Jane Eyre (1943年)
- 『ブルックリン横丁』 - A Tree Grows in Brooklyn (1945年)
- 『荒野の決闘』 - My Darling Clementine (1946年)
- 『蛇の穴』 - The Snake Pit (1948年)
- 『三人の名付親』 - 3 Godfathers (1948年)
- 『三人の妻への手紙』 - A Letter to Three Wives (1949年)
- 『静かなる男』 - The Quiet Man (1952年)
- 『聖衣』 - The Robe (1953年)
- 『スタア誕生』 - A Star Is Born (1954年)
- 『バファロー大隊』 - Sergeant Rutledge (1960年)
- 『馬上の二人』 - Two Rode Together (1961年)
- 『ドノバン珊瑚礁』 - Donovan's Reef (1963年)
- 『シャイアン』 - Cheyenne Autumn (1964年)